# Lars Villiger
Lars Villiger (Muri, 2003. április 29. –) svájci korosztályos válogatott labdarúgó, a Luzern csatára.

## Pályafutása

### Klubcsapatokban
Villiger a svájci Muri községben született. Az ifjúsági pályafutását a Sins, a Zug 94 és a Kriens csapatában kezdte, majd a Luzernnél folytatta.
2023-ban mutatkozott be a Luzern első osztályban szereplő felnőtt keretében. Először a 2023. április 2-ai, Sion ellen hazai pályán 2–1-re elvesztett mérkőzés 75. percében, Asumah Abubakar cseréjeként lépett pályára. Első gólját 2023. május 20-án, a St. Gallen ellen 1–1-es döntetlennel zárult találkozón szerezte meg.

### A válogatottban
Villiger az U21-es korosztályú válogatottban képviselte Svájcot. Először a 2023. szeptember 12-ei, Finnország ellen 2–1-es győzelemmel zárult U21-es EB-selejtezőn lépett pályára és egyben megszerezte első válogatott gólját is.

## Statisztika
2024. augusztus 24. szerint.

| Klub     | Szezon   | Bajnokság          | Bajnokság | Bajnokság | Kupa  | Kupa  | Nemzetközi | Nemzetközi | Összesen | Összesen |
| Klub     | Szezon   | Bajnokság          | Mérk.     | Gólok     | Mérk. | Gólok | Mérk.      | Gólok      | Mérk.    | Gólok    |
| -------- | -------- | ------------------ | --------- | --------- | ----- | ----- | ---------- | ---------- | -------- | -------- |
| Luzern   | 2022–23  | Swiss Super League | 11        | 1         | 0     | 0     | —          | —          | 11       | 1        |
| Luzern   | 2023–24  | Swiss Super League | 34        | 6         | 3     | 1     | 4          | 0          | 41       | 7        |
| Luzern   | 2024–25  | Swiss Super League | 5         | 4         | 1     | 1     | —          | —          | 6        | 5        |
| Összesen | Összesen | Összesen           | 50        | 11        | 4     | 2     | 4          | 0          | 58       | 13       |